# Alcioneo (figlio di Antigono Gonata)
Alcioneo (in greco antico: Ἀλκυονεύς?; fl. III secolo a.C.) è stato un principe macedone antico, figlio del re Antigono II Gonata.

## Biografia
Nulla è noto della sua nascita e dei suoi primi anni, ma lo troviamo già cresciuto fino all'età adulta nel 272 a.C., quando accompagnò il padre Antigono nella sua spedizione nel Peloponneso per opporsi alle mire di Pirro. La notte in cui Pirro tentò di conquistare la città di Argo, Alcioneo fu inviato dal padre con un manipolo di armati per contrastarlo e in breve tempo scoppiò un feroce combattimento strada per strada. Nel bel mezzo della confusione, Alcioneo fu informato che Pirro era stato ucciso e, perciò, si precipitò sul posto e arrivò proprio mentre Zopiro stava tagliato la testa del monarca ucciso, che Alcioneo portò immediatamente in trionfo a suo padre. Antigono lo rimproverò per la sua barbarie e lo allontanò con rabbia dalla sua presenza. Questo fatto servì da lezione, infatti, quando subito dopo si scontrò con Eleno, il figlio di Pirro, lo trattò con rispetto e lo condusse in sicurezza dal padre.
Alcioneo morì in battaglia mentre suo padre Antigono era ancora in vita, come riportano sia Plutarco che Claudio Eliano, anche se non ci sono noti i dettagli.